# Captain Toad: Treasure Tracker
Captain Toad: Treasure Tracker är ett action-pusselspel utvecklat av  Nintendo EAD Tokyo och 1-UP Studio och utgivet av Nintendo. Spelet är en spin-off av Super Mario-serien, baserad på ett minispel som ingår i Super Mario 3D World. Treasure Tracker släpptes till Wii U november 2014 i Japan, december 2014 i Nordamerika och januari 2015 i Europa. Upplagor av spelet till Nintendo Switch och Nintendo 3DS släpptes 13 juli 2018, med fyra nya nivåer med teman från Super Mario Odyssey.
Captain Toad: Treasure Tracker handlar om kapten Toad och Toadette som måste navigera genom olika nivåer för att nå en guldstjärna i slutet av varje nivå. Spelaren måste använda kameran för att se nivån från olika vinklar och därmed komma fram till en lösning för att nå guldstjärnan. Genom att klara alla nivåer i Wii U-versionen, kan man se kopplingen mellan Captain Toad: Treasure Tracker och  Super Mario 3D World , samt spela fyra nivåer från  3D World  som kapten Toad.